# Leslie Byrne
Leslie Larkin Byrne (Salt Lake City, 27 ottobre 1946) è una politica statunitense, membro della Camera dei Rappresentanti per lo stato della Virginia dal 1993 al 1995.

## Biografia
Nata nello Utah, dopo il matrimonio si trasferì in Virginia e qui cominciò a dedicarsi alla politica, inizialmente solo a livello locale. Dopo aver aderito al Partito Democratico, nel 1985 venne eletta alla Camera dei Delegati della Virginia e fu riconfermata per altri tre mandati.
Nel 1992 lo Stato della Virginia ottenne un seggio in più alla Camera dei Rappresentanti dopo il censimento e la Byrne si candidò alle elezioni, riuscendo a farsi eleggere. Così facendo, Leslie Byrne divenne la prima donna a rappresentare la Virginia al Congresso.
Due anni dopo, la Byrne chiese un altro mandato agli elettori, ma in quell'anno il Partito Democratico subì moltissime sconfitte da parte dei repubblicani, i quali conquistarono la maggioranza in entrambi i rami del Congresso con quella che venne definita dai media "rivoluzione repubblicana". La stessa Byrne dovette affrontare una dura campagna elettorale contro l'avversario Thomas M. Davis, che l'accusò di essere troppo liberale e che alla fine la sconfisse.
Nel 1996 cercò di tornare al Congresso, candidandosi al Senato, ma il suo partito decise di dare la nomination a Mark Warner, che poi perse le elezioni generali. Nel 1999 la Byrne tornò a ricoprire un incarico politico quando venne eletta all'interno del Senato di stato della Virginia, ma dopo un solo mandato decise di ritirarsi.
Nel 2008 si candidò nuovamente per il suo vecchio seggio alla Camera ma perse le primarie contro Gerry Connolly, il quale poi venne eletto deputato.